# Bundestagswahlkreis Neustadt – Speyer
Der Wahlkreis Neustadt – Speyer (Wahlkreis 207; bis zur Bundestagswahl 2021 Wahlkreis 208) ist seit 1965 ein Bundestagswahlkreis in Rheinland-Pfalz. Er umfasst die kreisfreien Städte Neustadt an der Weinstraße und Speyer, den Landkreis Bad Dürkheim und aus dem Rhein-Pfalz-Kreis die verbandsfreie Gemeinde Schifferstadt, die Gemeinden Otterstadt und Waldsee aus der Verbandsgemeinde Rheinauen sowie die Verbandsgemeinde Römerberg-Dudenhofen.

## Wahlkreisgeschichte
Der Wahlkreis wurde zur Bundestagswahl 1965 neu eingerichtet. Die beiden Vorgängerwahlkreise waren der Wahlkreis Neustadt an der Weinstraße und der Wahlkreis Speyer.
| Wahl      | Wahlkreisname         | Gebiet |
| --------- | --------------------- | --- |
| 1965–1969 | 160 Neustadt – Speyer | Stadt Neustadt an der Weinstraße, Landkreis Neustadt an der Weinstraße, Stadt Speyer, Landkreis Speyer |
| 1972–1976 | 160 Neustadt – Speyer | Stadt Neustadt an der Weinstraße, Stadt Speyer, vom Landkreis Bad Dürkheim die verbandsfreien Gemeinden Bad Dürkheim und Haßloch sowie die Verbandsgemeinden Deidesheim, Freinsheim, Lambrecht (Pfalz) und Wachenheim, vom Landkreis Ludwigshafen die verbandsfreien Gemeinden Römerberg und Schifferstadt sowie die Verbandsgemeinden Dudenhofen und Rheinauen |
| 1980–1998 | 158 Neustadt – Speyer | Stadt Neustadt an der Weinstraße, Stadt Speyer, vom Landkreis Bad Dürkheim die verbandsfreien Gemeinden Bad Dürkheim und Haßloch sowie die Verbandsgemeinden Deidesheim, Freinsheim, Lambrecht (Pfalz) und Wachenheim, vom Landkreis Ludwigshafen die verbandsfreien Gemeinden Römerberg und Schifferstadt sowie die Verbandsgemeinden Dudenhofen und Rheinauen |
| 2002      | 211 Neustadt – Speyer | Stadt Neustadt an der Weinstraße, Stadt Speyer, Landkreis Bad Dürkheim, vom Rhein-Pfalz-Kreis die verbandsfreien Gemeinde Schifferstadt, die Verbandsgemeinde Römerberg-Dudenhofen und von der Verbandsgemeinde Rheinauen die Gemeinden Otterstadt und Waldsee                                                                                                  |
| 2005      | 210 Neustadt – Speyer | Stadt Neustadt an der Weinstraße, Stadt Speyer, Landkreis Bad Dürkheim, vom Rhein-Pfalz-Kreis die verbandsfreien Gemeinde Schifferstadt, die Verbandsgemeinde Römerberg-Dudenhofen und von der Verbandsgemeinde Rheinauen die Gemeinden Otterstadt und Waldsee                                                                                                  |
| 2009–2013 | 209 Neustadt – Speyer | Stadt Neustadt an der Weinstraße, Stadt Speyer, Landkreis Bad Dürkheim, vom Rhein-Pfalz-Kreis die verbandsfreien Gemeinde Schifferstadt, die Verbandsgemeinde Römerberg-Dudenhofen und von der Verbandsgemeinde Rheinauen die Gemeinden Otterstadt und Waldsee                                                                                                  |
| 2017–2021 | 208 Neustadt – Speyer | Stadt Neustadt an der Weinstraße, Stadt Speyer, Landkreis Bad Dürkheim, vom Rhein-Pfalz-Kreis die verbandsfreien Gemeinde Schifferstadt, die Verbandsgemeinde Römerberg-Dudenhofen und von der Verbandsgemeinde Rheinauen die Gemeinden Otterstadt und Waldsee                                                                                                  |
| 2025–     | 207 Neustadt – Speyer | Stadt Neustadt an der Weinstraße, Stadt Speyer, Landkreis Bad Dürkheim, vom Rhein-Pfalz-Kreis die verbandsfreien Gemeinde Schifferstadt, die Verbandsgemeinde Römerberg-Dudenhofen und von der Verbandsgemeinde Rheinauen die Gemeinden Otterstadt und Waldsee                                                                                                  |

## Wahlkreisabgeordnete
| Wahl | Abgeordneter | Abgeordneter       | Partei | Stimmen in % |
| ---- | ------------ | ------------------ | ------ | ------------ |
| 1965 |              | Bernhard Vogel     | CDU    |              |
| 1969 |              | Georg Gölter       | CDU    |              |
| 1972 |              | Peter Büchner      | SPD    |              |
| 1976 |              | Georg Gölter       | CDU    |              |
| 1980 |              | Theo Magin         | CDU    |              |
| 1983 |              | Theo Magin         | CDU    |              |
| 1987 |              | Theo Magin         | CDU    |              |
| 1990 |              | Theo Magin         | CDU    |              |
| 1994 |              | Norbert Schindler  | CDU    |              |
| 1998 |              | Norbert Schindler  | CDU    |              |
| 2002 |              | Norbert Schindler  | CDU    |              |
| 2005 |              | Norbert Schindler  | CDU    |              |
| 2009 | 44,6         | Norbert Schindler  | CDU    |              |
| 2013 | 47,9         | Norbert Schindler  | CDU    |              |
| 2017 |              | Johannes Steiniger | CDU    | 40,0         |
| 2021 | 30,2         | Johannes Steiniger | CDU    |              |
| 2025 | 34,7         | Johannes Steiniger | CDU    |              |

## Wahlergebnisse

### Bundestagswahl 2025
| Kandidaten                                             | Kandidaten                      | Parteien/Listen       | Erststimmen | Erststimmen | Zweitstimmen | Zweitstimmen |
| Kandidaten                                             | Kandidaten                      | Parteien/Listen       | Stimmen     | %           | Stimmen      | %            |
| ------------------------------------------------------ | ------------------------------- | --------------------- | ----------- | ----------- | ------------ | ------------ |
|                                                        | Isabel Mackensen-Geis           | SPD                   | 39.569      | 21,9        | 32.786       | 18,1         |
|                                                        | Johannes Steinigergewählt im WK | CDU                   | 62.590      | 34,7        | 54.912       | 30,4         |
|                                                        | Misbah Khan                     | Bündnis 90/Die Grünen | 16.914      | 9,4         | 21.357       | 11,8         |
|                                                        | Bianca Maria Anna Hofmann       | FDP                   | 5.582       | 3,1         | 8.798        | 4,9          |
|                                                        | Thomas Stephan                  | AfD                   | 35.237      | 19,5        | 36.876       | 20,4         |
|                                                        | David Koch                      | Die Linke             | 7.122       | 3,9         | 10.079       | 5,6          |
|                                                        | Michael Priwe                   | Freie Wähler          | 4.894       | 2,7         | 3.500        | 1,9          |
|                                                        | –                               | Tierschutzpartei      | –           | –           | 2.259        | 1,2          |
|                                                        | –                               | Die PARTEI            | –           | –           | 713          | 0,4          |
|                                                        | Sascha Ruffer                   | Volt                  | 2.511       | 1,4         | 1.655        | 0,9          |
|                                                        | –                               | ÖDP                   | –           | –           | 221          | 0,1          |
|                                                        | –                               | MLPD                  | –           | –           | 28           | 0,0          |
|                                                        | Elke Susanne Hirt-Neumann       | Bündnis Deutschland   | 507         | 0,3         | 338          | 0,2          |
|                                                        | Fritz Weilacher                 | BSW                   | 5.496       | 3,0         | 7.361        | 4,1          |
| Gesamt                                                 | Gesamt                          | Gesamt                | 180.422     | 100         | 180.883      | 100          |
|                                                        |                                 |                       |             |             |              |              |
| Ungültige Stimmen                                      | Ungültige Stimmen               | Ungültige Stimmen     | 1.703       | 0,9         | 1.242        | 0,7          |
| Wähler                                                 | Wähler                          | Wähler                | 182.125     | 84,2        | 182.125      | 84,2         |
| Wahlberechtigte                                        | Wahlberechtigte                 | Wahlberechtigte       | 216.200     |             | 216.200      |              |
|                                                        |                                 |                       |             |             |              |              |
| Quellen: Die Bundeswahlleiterin, Kandidaten – Ergebnis |                                 |                       |             |             |              |              |

### Bundestagswahl 2021
Die Bundestagswahl 2021 fand am Sonntag, dem 26. September 2021, statt.
| Direktkandidat           | Partei           | Erststimmen in % | Zweitstimmen in % |
| ------------------------ | ---------------- | ---------------- | ----------------- |
| Johannes Steiniger       | CDU              | 30,2             | 24,0              |
| Isabel Mackensen-Geis    | SPD              | 28,1             | 27,3              |
| Thomas Stephan           | AfD              | 10,0             | 10,2              |
| Bianca Hofmann           | FDP              | 8,5              | 12,7              |
| Hannah Heller            | GRÜNE            | 12,2             | 13,9              |
| Stefan Huber-Aydemir     | DIE LINKE        | 2,6              | 2,8               |
| Stefan Krumm-Dudenhausen | FREIE WÄHLER     | 5,6              | 3,7               |
| —                        | Die PARTEI       | —                | 0,7               |
| —                        | PIRATEN          | —                | 0,3               |
| —                        | ÖDP              | —                | 0,2               |
| —                        | NPD              | —                | 0,1               |
| —                        | V-Partei³        | —                | 0,1               |
| —                        | MLPD             | —                | 0,0               |
| Jürgen Schwerdt          | dieBasis         | 1,6              | 1,4               |
| —                        | DiB              | —                | 0,1               |
| —                        | LKR              | —                | 0,0               |
| —                        | Die Humanisten   | —                | 0,1               |
| —                        | Tierschutzpartei | —                | 1,5               |
| —                        | Team Todenhöfer  | —                | 0,3               |
| Sebastian Sklubal        | Volt             | 0,7              | 0,5               |
| Jonas Wittner            | Klimaliste       | 0,5              | —                 |

### Bundestagswahl 2017
Die Bundestagswahl 2017 fand am Sonntag, dem 24. September 2017, statt. Im Wahlkreis Neustadt-Speyer ergab sich folgendes Ergebnis:
| Direktkandidat          | Partei                         | Erststimmen in % | Zweitstimmen in % |
| ----------------------- | ------------------------------ | ---------------- | ----------------- |
| Johannes Steiniger      | CDU                            | 40,0             | 35,2              |
| Isabel Mackensen        | SPD                            | 25,3             | 21,7              |
| Misbah Khan             | Bündnis 90/Die Grünen          | 7,6              | 8,8               |
| Markus Dürr             | FDP                            | 6,8              | 11,0              |
| Maximilian Keck         | Die Linke                      | 4,7              | 6,0               |
| Wolfgang Kräher         | AfD                            | 11,9             | 12,7              |
| —                       | Piraten                        |                  | 0,4               |
| Marion Schleicher-Frank | Freie Wähler                   | 3,4              | 2,1               |
| —                       | NPD                            |                  | 0,3               |
| —                       | ÖDP                            |                  | 0,2               |
| —                       | MLPD                           |                  | 0,0               |
| —                       | BGE                            |                  | 0,2               |
| —                       | Die PARTEI                     |                  | 0,9               |
| —                       | V3-Partei                      |                  | 0,3               |
| Shanna Nuss             | Die Einheit (Einzelbewerberin) | 0,2              |                   |
| Thomas Cohnen           | Neue Liberale (Einzelbewerber) | 0,2              |                   |

### Bundestagswahl 2013
Die Bundestagswahl 2013 fand am Sonntag, dem 22. September 2013, statt. Bei 220.546 Wahlberechtigten lag die Wahlbeteiligung bei 75,0 %.
Es traten 14 Parteien in Rheinland-Pfalz landesweit gegeneinander an. Dies entschied der Landeswahlausschuss in einer öffentlichen Sitzung am 26. Juli 2013 in Mainz. Damit erhielten alle Parteien eine Zulassung, die fristgerecht bis zum 15. Juli ihre Landeslisten und weitere Unterlagen eingereicht hatten.
Die Reihenfolge der zugelassenen Landeslisten auf dem Stimmzettel richtet sich zunächst nach der Zahl der Zweitstimmen, die die jeweilige Partei bei der letzten Bundestagswahl im Land erreicht hat (Listenplätze 1–10): CDU, SPD, FDP, Bündnis 90/Die Grünen, Die Linke, Piratenpartei, NPD, Die Republikaner, ÖDP und MLPD. Neu kandidierende Listen schließen sich in alphabetischer Reihenfolge ihres Namens an (Listenplätze 11–14): Alternative für Deutschland, Bürgerbewegung pro Deutschland, Freie Wähler und die Partei der Vernunft.
| Direktkandidat              | Partei                                          | Erststimmen in % | Zweitstimmen in % |
| --------------------------- | ----------------------------------------------- | ---------------- | ----------------- |
| Norbert Schindler           | CDU                                             | 47,9             | 43,7              |
| Heike-Maria Mrosek-Handwerk | SPD                                             | 28,6             | 25,8              |
| Hartmut Lardon              | FDP                                             | 2,7              | 5,7               |
| Jutta Paulus                | Bündnis 90/Die Grünen                           | 8,1              | 8,5               |
| Wolfgang Förster            | Die Linke                                       | 4,5              | 4,8               |
| Vincent Thenhart            | Piratenpartei                                   | 2,6              | 2,2               |
| Dörthe Armstroff            | NPD                                             | 1,7              | 1,1               |
| —                           | Die Republikaner                                | —                | 0,6               |
| —                           | ÖDP                                             | —                | 0,3               |
| —                           | MLPD                                            | —                | 0,0               |
| —                           | AfD                                             | —                | 4,9               |
| —                           | Bürgerbewegung pro Deutschland                  | —                | 0,2               |
| Marion Schleicher-Frank     | Freie Wähler                                    | 2,8              | 1,7               |
| Georg Semmler               | Partei der Vernunft                             | 0,5              | 0,4               |
| Mark Anthony von Garnier    | Familien-Partei Deutschlands (Einzelkandidatur) | 0,7              | –                 |

### Bundestagswahl 2009
Bei der Bundestagswahl 2009 waren 220.974 Einwohner wahlberechtigt und die Wahlbeteiligung lag bei 74,2 Prozent und hatte folgendes Ergebnis:
| Direktkandidat    | Partei                | Erststimmen in % | Zweitstimmen in % | Bundestagswahl 2005 Zweitstimmen in % |
| ----------------- | --------------------- | ---------------- | ----------------- | ------------------------------------- |
| Norbert Schindler | CDU                   | 44,6             | 36,0              | 37,6                                  |
| Wolfgang Ressmann | SPD                   | 25,2             | 22,4              | 33,1                                  |
| Hartmut Lardon    | FDP                   | 9,3              | 16,7              | 11,7                                  |
| Frank Peters      | Bündnis 90/Die Grünen | 8,6              | 10,2              | 8,2                                   |
| Stefanie Beck     | Die Linke             | 7,8              | 8,4               | 4,9                                   |
| -                 | REP                   | -                | 1,2               | 2,0                                   |
| Dörthe Armstroff  | NPD                   | 1,7              | 1,2               | 1,0                                   |
| -                 | PBC                   | -                | 0,3               | 0,5                                   |
| Margarete Nickel  | FAMILIE               | 2,0              | 1,4               | 1,2                                   |
| –                 | MLPD                  | –                | 0,0               | 0,1                                   |
| –                 | PIRATEN               | –                | 1,9               | -                                     |
| –                 | ödp                   | –                | 0,3               | -                                     |